# Morayma

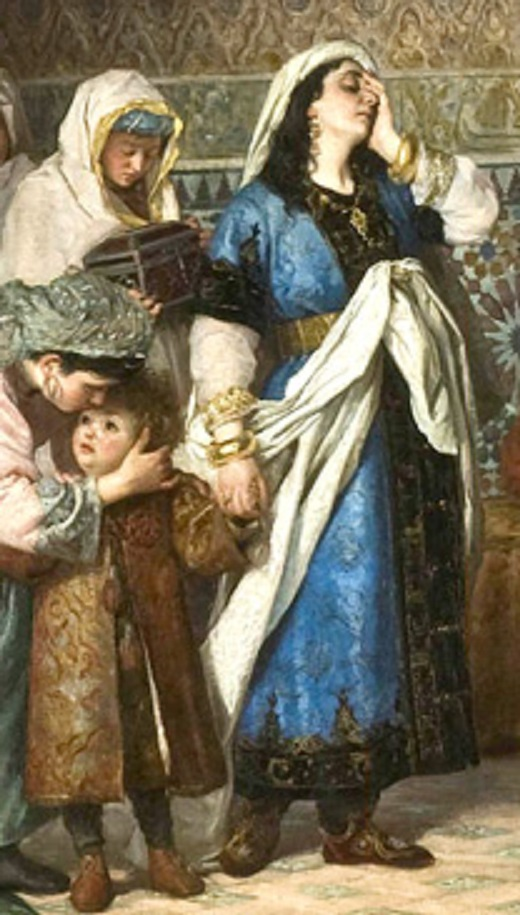
Morayma nimmt Abschied von ihrem Kind

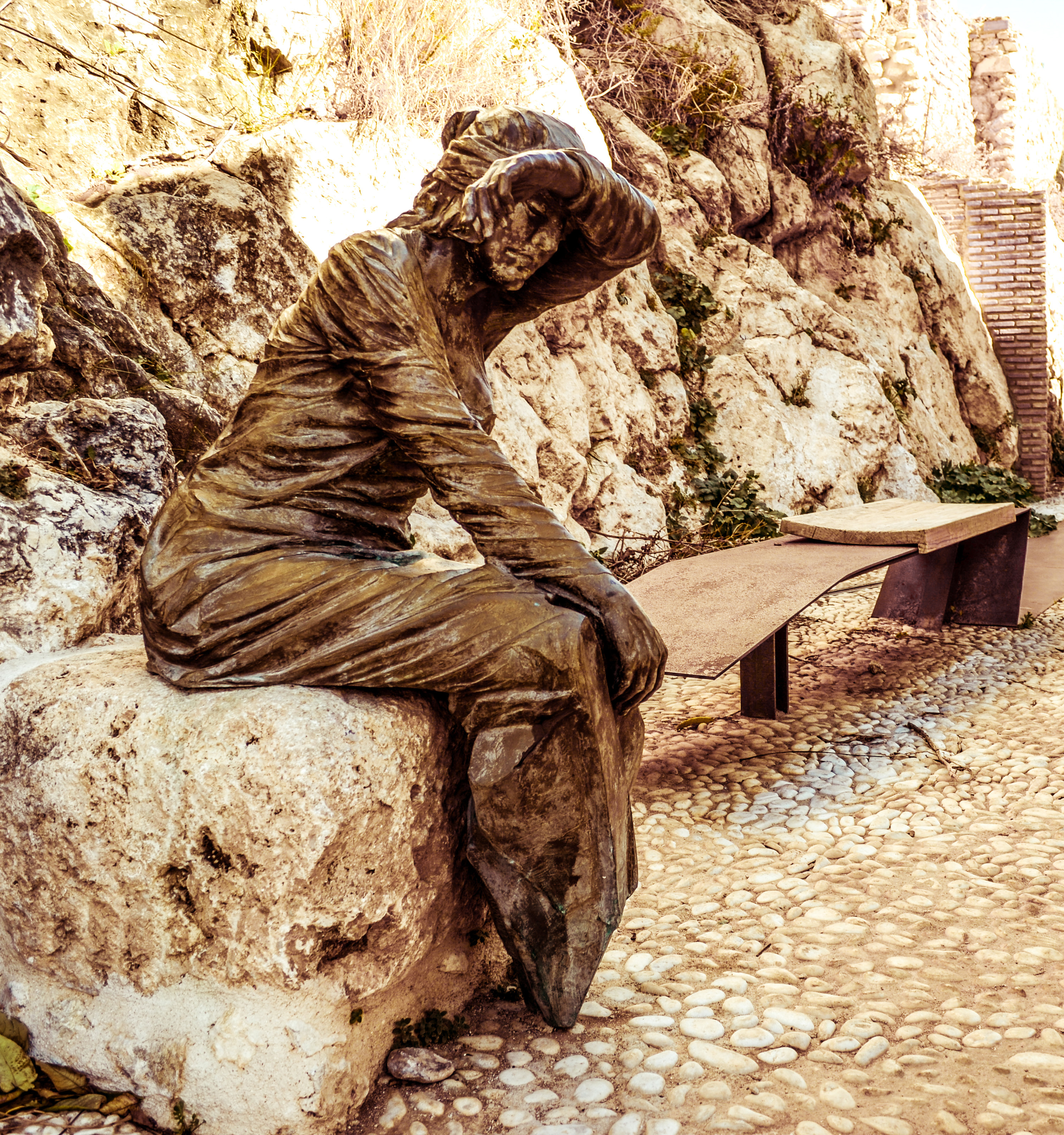
Morayma-Statue bei Laujar de Andarax

Morayma (Maryam bint Ibrahim al-’Attar, مريم بنت إبراهيم العطّار, * 1467 in Loja; † 1493 in Laujar de Andarax) war die Lieblingsfrau (vielleicht sogar die einzige Frau) Muhammads XII. (genannt Boabdil), des letzten Nasridenherrschers über das Emirat von Granada.

## Biografie
Morayma war die Tochter des Bürgermeisters (alcalde) der Stadt Loja und Haushofmeisters der Alhambra, des Palastes der Emire von Granada. Im Alter von 15 Jahren heiratete sie Boabdil, den nicht unumstrittenen Nasridenherrscher. Kurz darauf wurden ihr Mann und sie selbst von ihrem Schwiegervater Abu l-Hasan Ali in einem Haus mit Garten (carmen) auf dem Albaicín-Hügel festgesetzt. In der für die Muslime verlustreichen Schlacht von Lucena (April 1483) starb ihr Vater; ihr Mann Boabdil wurde gefangen genommen und in Porcuna festgesetzt. Von Ferdinand II. freigelassen, verblieben seine und Moraymas bereits geborene wie auch die späteren Kinder in der Obhut (oder besser Geiselhaft) der Katholischen Könige. Morayma sah sie erst nach der Eroberung von Granada (1492) kurz wieder; sie selbst und ihr Mann wurden ins Exil in die Berglandschaft der Alpujarras verbannt, von wo sie im Folgejahr nach Fès (Marokko) weiterreisen wollten. Doch kurz vor der Abreise starb Morayma im Alter von nur 26 Jahren und wurde in der Moschee des Bergdorfs Mondújar beigesetzt.

## Morayma in der Literatur
- Im Jahr 1815 verfasste Francisco Martínez de la Rosa eine Bühnenfassung der tragischen Ereignisse um Morayama.[1]
- Im Jahr 1832 erwähnt Washington Irving in seinen Erzählungen von der Alhambra Morayma mehrfach.